# Torrecillas de la Tiesa
Torrecillas de la Tiesa település Spanyolországban, Cáceres tartományban. Torrecillas de la Tiesa Aldeacentenera, Madroñera, Trujillo, Jaraicejo és Deleitosa községekkel határos. Lakosainak száma 1047 fő (2024).

## Népesség
A település népessége az elmúlt években az alábbi módon változott:
| Lakosok száma | 1191 | 1156 | 1172 | 1179 | 1217 | 1151 | 1122 | 1067 | 1075 | 1047 |
|               | 2001 | 2004 | 2006 | 2009 | 2011 | 2014 | 2016 | 2019 | 2021 | 2024 |